# 徐可求
徐可求（？—1621年），字世范，號觀我，浙江衢州府西安縣人，明朝政治人物。

## 生平
萬曆十九年（1591年）辛卯科應天鄉試第十五名舉人，二十年（1592年）聯捷壬辰科三甲第四十二名進士。禮部觀政，授南昌縣知縣，丁憂。二十六年（1598年）補江浦縣，二十七年調上海縣知縣，二十九年升南京兵部職方司主事，三十二年主考，三十三年改吏部文選司主事，三十四年（1606年）十一月升稽勳司員外郎，三十五年给假。三十九年起考功，升稽勳司郎中，調考功司、文選司郎中，四十年（1612年）以受賄被劾免。四十六年（1618年）七月起升太常寺添註少卿，泰昌元年（1620年）明光宗即位，升都察院右僉都御史、巡撫四川。
天啟元年（1621年）九月，被永寧宣撫司奢崇明所殺，史稱奢安之亂。明朝贈右都御史。

## 家族
曾祖徐珊；祖父徐孔昱；父徐良德，贈佥都御史。